# (20354) Rebeccachan
(20354) Rebeccachan est un astéroïde de la ceinture principale d'astéroïdes.

## Description
(20354) Rebeccachan est un astéroïde de la ceinture principale d'astéroïdes. Il fut découvert le 21 avril 1998 à Socorro (Nouveau-Mexique) par le projet LINEAR. Il présente une orbite caractérisée par un demi-grand axe de 2,35 UA, une excentricité de 0,10 et une inclinaison de 6,4° par rapport à l'écliptique.

## Compléments